# Fimbristylis ultragluma
Fimbristylis ultragluma är en halvgräsart som beskrevs av Ethirajalu Govindarajalu. Fimbristylis ultragluma ingår i släktet Fimbristylis och familjen halvgräs. Inga underarter finns listade i Catalogue of Life.